# روب مايرز
روب مايرز (بالإنجليزية: Rob Myers)‏ هو لاعب كرة قدم أمريكية أمريكي، ولد في 9 أبريل 1986 في دالاس في الولايات المتحدة.

## وصلات خارجية
- روب مايرز على موقع مرجع كرة القدم المحترفة.كوم (الإنجليزية)